# Tex en Terry
Tex en Terry is het tweehonderdachtendertigste stripverhaal uit de reeks van Suske en Wiske. Het scenario is geschreven door Paul Geerts en de tekeningen zijn gemaakt door Marc Verhaegen. 
Het verhaal is gepubliceerd in De Standaard en Het Nieuwsblad van 30 december 1996 tot en met 21 april 1997. De eerste albumuitgave in de Vierkleurenreeks verscheen op 3 december 1997, met nummer 254.

## Personages
- Suske, Wiske met Schanulleke, tante Sidonia, Lambik, Jerom, professor Barabas, Roxanne, Skippy, Gorki, Tolpe (trainer dolfijnen), Stavros, Yannis, drugsbende, Tex en Terry en andere dolfijnen, Sharky (witte haai)

## Uitvindingen
- de vertaalmachine (een soort variant op de klankentapper), de IJslandsuite[1], de gyronef

## Locaties
- West-Vlaanderen, Brugge, Boudewijnpark met dolfinarium, Zeverbeke, Middellandse zee, Kufonésion, Chrysé, Kreta

## Het verhaal
De vrienden zijn een paar dagen op vakantie in Brugge. Ze gaan naar het Boudewijnpark om de twee nieuwe dolfijnen in het dolfinarium te bekijken. De vrienden horen van Tolpe, de trainer, dat twee nieuwe dolfijnen genaamd Tex en Terry ziek zijn. Het is onduidelijk waardoor.
Schanulleke blijft achter in het dolfinarium. Suske en Wiske gaan ’s nachts terug om het popje te halen. Ze zien dat een andere dolfijn ook iets heeft ingeslikt. De kinderen zien hoe twee mannen het voorwerp pakken en horen dat het om vier kilo zuivere heroïne gaat. Als de mannen de andere dolfijn willen neerschieten, komen de kinderen tussenbeide. De mannen gaan ervandoor, maar de dolfijn is al geraakt. 
Lambik gaat intussen naar het dolfinarium om de kinderen te zoeken. Suske haalt het andere pakket met heroïne uit het water en de vrienden brengen de gewonde dolfijn naar professor Barabas. Tante Sidonia hoort wat er is gebeurd en ze rijdt met Tolpe naar de professor. In het laboratorium spuugt de zieke dolfijn de container ook uit, en ook in dit pakketje blijkt heroïne te zitten.
Professor Barabas heeft een apparaat waarmee hij met dolfijnen kan communiceren, een soort klankentapper, en de dolfijn vertelt dat hij uit de Middellandse Zee komt (vlak bij het eiland Kufonésion, ten zuidoosten van Kreta). Tante Sidonia en Tolpe merken dat ze gevolgd worden en vlak bij Zeverbeke wordt tante Sidonia neergeschoten. Jerom haalt haar op en brengt haar ook naar professor Barabas, waar ze samen met de dolfijn wordt verzorgd. De boeven brengen een bom naar het laboratorium en deze ontploft, gelukkig zijn de vrienden niet gewond. De vrienden besluiten met Tex en Terry naar de Middellandse Zee te gaan en professor Barabas geeft hun de IJslandsuite mee. De vrienden reizen met de gyronef en merken dat ze door een Falcon worden gevolgd. Jerom kan het vliegtuig afschudden, maar de gyronef is geraakt en de benzinetank is leeg. De vrienden komen aan op een eilandje en brengen de IJslandsuite in zee, waar ze overblijfselen zien van een oude Griekse beschaving en een duikboot in de vorm van een zwarte haai.
Er volgt een gevecht op de zeebodem. Lambik en Jerom kunnen de mannen afslaan, ze vinden dolfijnen in netten en bevrijden de dieren. In een oud gezonken vrachtschip vinden Lambik en Jerom nog meer gevangen dolfijnen en ze bevrijden deze dieren ook, maar worden dan gevangen door de drugsbende. Suske en Wiske gaan met de IJslandsuite verder, zien kapotte netten en gaan naar het schip Nandi-Varanasi. De kinderen krijgen iets te drinken en worden aan boord van een miniduikbootje gebracht. Dan blijkt de kapitein van het schip ook bij de drugsbende te horen en de kinderen worden aan boord van het gezonken vrachtschip gebracht. 
De dolfijnen roepen de hulp in van Sharky en deze witte haai stemt toe. Jerom is geraakt door een harpoen met slaapmiddel en de kamer van de vrienden wordt met water gevuld. Door wat peper wordt Jerom weer wakker en hij kan de vrienden uit de kamer bevrijden. Met hulp van de dolfijnen en de haai kunnen de vrienden de drugsbende verslaan, Suske en Wiske gaan met Tex en Terry naar de IJslandsuite en waarschuwen de politie. De bende wordt ingerekend en de vrienden worden ontvangen op Kreta en genieten van een korte vakantie. Tex en Terry besluiten met hen mee terug te gaan om weer op te treden in het dolfinarium.